# Comastoma stellariifolium
Comastoma stellariifolium là một loài thực vật có hoa trong họ Long đởm. Loài này được (Franch.) Holub mô tả khoa học đầu tiên năm 1968.